# Nederland op het Europees kampioenschap voetbal 2008
Nederland is een van de deelnemende landen op het Europees kampioenschap voetbal 2008 in Zwitserland en Oostenrijk. Het was de achtste deelname voor het land. Op het vorige EK in Portugal (in 2004) werd Nederland in de halve finale uitgeschakeld door het organiserende land. In het EK 2008 was in de kwartfinale tegen het Rusland van Guus Hiddink de eindstreep bereikt (met 3 - 1 voor Rusland) en kon Oranje naar huis.

## Kwalificatie
Nederland was een van de 52 leden van de UEFA die zich inschreef voor de kwalificatie voor het EK 2008. Twee van die leden, Zwitserland en Oostenrijk, waren als organiserende landen al geplaatst. Nederland werd als groepshoofd ingedeeld in groep G, samen met Roemenië (uit pot 2), Bulgarije (uit pot 3), Slovenië (uit pot 4), Albanië (uit pot 5), Wit-Rusland (uit pot 6) en Luxemburg (uit pot 7). De nummers 1 en 2 uit elke poule kwalificeerde zich direct voor het Europees Kampioenschap.
Nederland kwalificeerde zich met moeite voor het EK door als tweede in groep G te eindigen. Nederland leed puntenverlies in Bulgarije (1-1), in Wit-Rusland (2-1 verlies) en haalde uit de duels tegen Roemenië slechts één punt (thuis 0-0, uit 1-0 verlies). De rest van de wedstrijden werden allen gewonnen, waardoor Nederland één punt voorbleef op Bulgarije.

### Kwalificatieduels
| 2 september 2006  | Luxemburg   | 0 – 1 | Nederland   |
| 6 september 2006  | Nederland   | 3 – 0 | Wit-Rusland |
| 7 oktober 2006    | Bulgarije   | 1 – 1 | Nederland   |
| 11 oktober 2006   | Nederland   | 2 – 1 | Albanië     |
| 24 maart 2007     | Nederland   | 0 – 0 | Roemenië    |
| 28 maart 2007     | Slovenië    | 0 – 1 | Nederland   |
| 8 september 2007  | Nederland   | 2 – 0 | Bulgarije   |
| 12 september 2007 | Albanië     | 0 – 1 | Nederland   |
| 13 oktober 2007   | Roemenië    | 1 – 0 | Nederland   |
| 17 oktober 2007   | Nederland   | 2 – 0 | Slovenië    |
| 17 november 2007  | Nederland   | 1 – 0 | Luxemburg   |
| 21 november 2007  | Wit-Rusland | 2 – 1 | Nederland   |

### Eindstand groep G
| Land        | Wed | Win | Gel | Ver | DV | DT | +/- | Pnt |
| ----------- | --- | --- | --- | --- | -- | -- | --- | --- |
| Roemenië    | 12  | 9   | 2   | 1   | 26 | 7  | 19  | 29  |
| Nederland   | 12  | 8   | 2   | 2   | 15 | 5  | 10  | 26  |
| Bulgarije   | 12  | 7   | 4   | 1   | 18 | 7  | 11  | 25  |
| Wit-Rusland | 12  | 4   | 1   | 7   | 17 | 23 | -6  | 13  |
| Albanië     | 12  | 2   | 5   | 5   | 12 | 18 | -6  | 11  |
| Slovenië    | 12  | 3   | 2   | 7   | 9  | 16 | -7  | 11  |
| Luxemburg   | 12  | 1   | 0   | 11  | 2  | 23 | -21 | 3   |

### Oefeninterlands
Nederland speelde voor, tussen en na de kwalificatiewedstrijden ook nog elf vriendschappelijke interlands.
| 16 augustus 2006 | Ierland     | 0 – 4 | Nederland  |
| 15 november 2006 | Nederland   | 1 – 1 | Engeland   |
| 7 februari 2007  | Nederland   | 4 – 1 | Rusland    |
| 2 juni 2007      | Zuid-Korea  | 0 – 2 | Nederland  |
| 6 juni 2007      | Thailand    | 1 – 3 | Nederland  |
| 22 augustus 2007 | Zwitserland | 2 – 1 | Nederland  |
| 6 februari 2008  | Kroatië     | 0 – 3 | Nederland  |
| 26 maart 2008    | Oostenrijk  | 3 – 4 | Nederland  |
| 24 mei 2008      | Nederland   | 3 – 0 | Oekraïne   |
| 29 mei 2008      | Nederland   | 1 – 1 | Denemarken |
| 1 juni 2008      | Nederland   | 2 – 0 | Wales      |

## Wedstrijden op het Europees kampioenschap

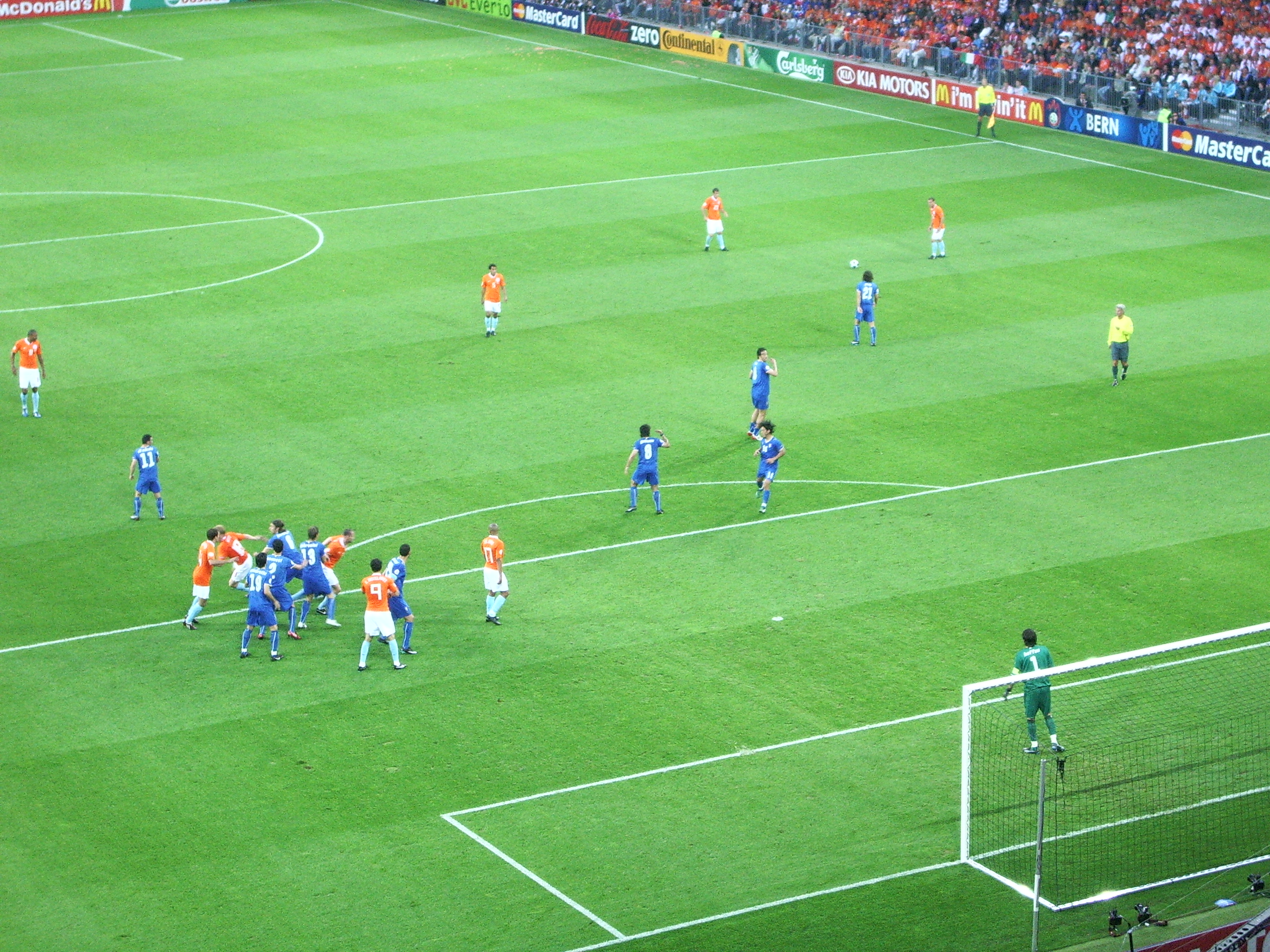
Nederland-Italië

Nederland werd bij de loting op 2 december 2007 als groepshoofd ingedeeld in groep C. In deze groep werden later wereldkampioen Italië (uit pot 2), oude bekende Roemenië (uit pot 3) en verliezend WK-finalist Frankrijk (uit pot 4) toegevoegd. Door deze sterke loting wordt de groep ook wel "de Groep des Doods" genoemd. Hier heeft Nederland goede ervaringen mee: in voorgaande jaren (WK 2006, EK 2000) werden er twee van zulke poules overleefd.

### Groep C
| Land      | Wed | Win | Gel | Ver | DV | DT | +/− | Pnt |
| --------- | --- | --- | --- | --- | -- | -- | --- | --- |
| Nederland | 3   | 3   | 0   | 0   | 9  | 1  | +8  | 9   |
| Italië    | 3   | 1   | 1   | 1   | 3  | 4  | -1  | 4   |
| Roemenië  | 3   | 0   | 2   | 1   | 1  | 3  | -2  | 2   |
| Frankrijk | 3   | 0   | 1   | 2   | 1  | 6  | -5  | 1   |

### Wedstrijden
|             |                                                                           |                  |        |                                                              |
| 9 juni 2008 | Nederland                                                                 | 3 – 0            | Italië | Stade de Suisse, Bern Scheidsrechter: Peter Fröjdfeldt (Zwe) |
| 9 juni 2008 | Ruud van Nistelrooij 26' Wesley Sneijder 31' Giovanni van Bronckhorst 78' | wedstrijdverslag |        | Stade de Suisse, Bern Scheidsrechter: Peter Fröjdfeldt (Zwe) |

|              |                                                                           |                  |                   |                                                            |
| 13 juni 2008 | Nederland                                                                 | 4 – 1            | Frankrijk         | Stade de Suisse, Bern Scheidsrechter: Herbert Fandel (Dui) |
| 13 juni 2008 | Dirk Kuijt 9' Robin van Persie 59' Arjen Robben 72' Wesley Sneijder 90+2' | wedstrijdverslag | Thierry Henry 71' | Stade de Suisse, Bern Scheidsrechter: Herbert Fandel (Dui) |

|              |                                              |                  |          |                                                             |
| 17 juni 2008 | Nederland                                    | 2 – 0            | Roemenië | Stade de Suisse, Bern Scheidsrechter: Massimo Busacca (Zwi) |
| 17 juni 2008 | Klaas-Jan Huntelaar 54' Robin van Persie 87' | wedstrijdverslag |          | Stade de Suisse, Bern Scheidsrechter: Massimo Busacca (Zwi) |

|                    |                          |                  |                                                                      |                                                    |
| 21 juni 2008 20:45 | Nederland                | 1 – 3 (nv)       | Rusland                                                              | St. Jakob Park, Basel Scheidsrechter: Ľuboš Micheľ |
| 21 juni 2008 20:45 | Ruud van Nistelrooij 86' | wedstrijdverslag | 56' Roman Pavljoetsjenko 112' Dimitri Torbinski 116' Andrej Arshavin | St. Jakob Park, Basel Scheidsrechter: Ľuboš Micheľ |

## Selectie en statistieken

### Voorselectie
Op 6 mei 2008 presenteerde bondscoach Marco van Basten een voorselectie van 30 spelers, waarvan 14 in de Nederlandse eredivisie voetbalde. Er zaten geen grote verrassingen in de voorselectie, hoewel de voorselectie van keeper Sander Boschker voor sommigen opvallend was. De voorselectie werd op 16 mei 2008 ingekort tot 26 man: Khalid Boulahrouz, die niet bij de voorselectie zat, werd opgeroepen, terwijl vier spelers afvielen (Urby Emanuelson, Kew Jaliens, Hedwiges Maduro en Danny Koevermans) en één speler (Clarence Seedorf) voor de eer bedankte.

### Definitieve selectie
Op 25 mei 2008 maakte Van Basten de namen van eerste twee spelers die af moesten vallen bekend: Sander Boschker en Denny Landzaat kwamen niet meer in aanmerking voor een ticket naar Zwitserland. Twee dagen later, op 27 mei viel ook de laatste speler, Khalid Boulahrouz af. Op 31 mei werd echter duidelijk dat Ryan Babel, die wel bij de 23 spelers voor het EK hoorde, geblesseerd was geraakt. Hierdoor miste hij het EK, en werd Boulahrouz als vervanger opgeroepen. De volgende 23 spelers namen deel aan het Europees kampioenschap:
| Bondscoach | Marco van Basten  |
| ---------- | ----------------- |
| Assistent  | John van 't Schip |

| No. | Naam                       | Club                | Positie      | W |   |   | D | A |   |   |   |
| --- | -------------------------- | ------------------- | ------------ | - | - | - | - | - | - | - | - |
| 1.  | Edwin van der Sar          | Manchester United   | Doelman      | 3 | 0 | 0 | 0 | 0 | 0 | 0 | 0 |
| 2.  | André Ooijer               | Blackburn Rovers FC | Verdediger   | 3 | 0 | 0 | 0 | 0 | 1 | 0 | 0 |
| 3.  | John Heitinga              | Atlético Madrid     | Verdediger   | 3 | 2 | 0 | 0 | 0 | 0 | 0 | 0 |
| 4.  | Joris Mathijsen            | Hamburger SV        | Verdediger   | 3 | 0 | 0 | 0 | 0 | 0 | 0 | 0 |
| 5.  | Giovanni van Bronckhorst   | Feyenoord           | Verdediger   | 3 | 0 | 0 | 1 | 0 | 0 | 0 | 0 |
| 6.  | Demy de Zeeuw              | AZ                  | Middenvelder | 1 | 0 | 0 | 0 | 1 | 0 | 0 | 0 |
| 7.  | Robin van Persie           | Arsenal FC          | aanvaller    | 4 | 3 | 0 | 2 | 1 | 1 | 0 | 0 |
| 8.  | Orlando Engelaar           | Schalke 04          | Middenvelder | 4 | 0 | 2 | 0 | 0 | 0 | 0 | 0 |
| 9.  | Ruud van Nistelrooij       | Real Madrid         | Aanvaller    | 3 | 0 | 1 | 2 | 0 | 0 | 0 | 0 |
| 10. | Wesley Sneijder            | Real Madrid         | Middenvelder | 3 | 0 | 0 | 2 | 3 | 0 | 0 | 0 |
| 11. | Arjen Robben               | Real Madrid         | Aanvaller    | 2 | 1 | 1 | 1 | 1 | 0 | 0 | 0 |
| 12. | Mario Melchiot             | Wigan Athletic FC   | Verdediger   | 1 | 1 | 0 | 0 | 0 | 0 | 0 | 0 |
| 13. | Henk Timmer                | Feyenoord           | Doelman      | 0 | 0 | 0 | 0 | 0 | 0 | 0 | 0 |
| 14. | Wilfred Bouma              | Aston Villa FC      | Verdediger   | 2 | 1 | 0 | 0 | 0 | 0 | 0 | 0 |
| 15. | Tim de Cler                | Feyenoord           | Verdediger   | 1 | 0 | 0 | 0 | 0 | 0 | 0 | 0 |
| 16. | Maarten Stekelenburg       | Ajax                | Doelman      | 1 | 0 | 0 | 0 | 0 | 0 | 0 | 0 |
| 17. | Nigel de Jong              | Hamburger SV        | Middenvelder | 3 | 0 | 0 | 0 | 0 | 1 | 0 | 0 |
| 18. | Dirk Kuijt                 | Liverpool FC        | Aanvaller    | 4 | 1 | 3 | 1 | 2 | 0 | 0 | 0 |
| 19. | Klaas-Jan Huntelaar        | Ajax                | Aanvaller    | 1 | 0 | 1 | 1 | 0 | 0 | 0 | 0 |
| 20. | Ibrahim Afellay            | PSV                 | Middenvelder | 3 | 2 | 0 | 0 | 1 | 0 | 0 | 0 |
| 21. | Khalid Boulahrouz          | Stuttgart           | Verdediger   | 4 | 0 | 3 | 0 | 0 | 1 | 0 | 0 |
| 22. | Jan Vennegoor of Hesselink | Celtic FC           | Aanvaller    | 1 | 1 | 0 | 0 | 0 | 0 | 0 | 0 |
| 23. | Rafael van der Vaart       | Real Madrid         | Middenvelder | 3 | 0 | 1 | 0 | 1 | 1 | 0 | 0 |

| W | Wedstrijden        |
|   | Invalbeurten       |
|   | Gewisseld          |
| D | Doelpunten         |
| A | Assists/Voorzetten |
|   | Gele kaarten       |
|   | 2 x geel = rood    |
|   | Rode kaarten       |

## Verblijfplaats
Nederland verbleef gedurende het gehele Europees kampioenschap in het Beau-Rivage Palace in Lausanne, aan het Meer van Genève. Nederland werkte zijn trainingen af in het Stade Olympique de la Pontaise. Eerder was door de toernooiorganisatie het Stade Juan Antonio Samaranch aangewezen. Dit stadion was echter kleiner, en aangezien geen andere EK-deelnemer in Lausanne verbleef kon het Nederlands elftal naar het grotere en beter bereikbare Stade Olympique verhuizen.

## Afbeeldingen

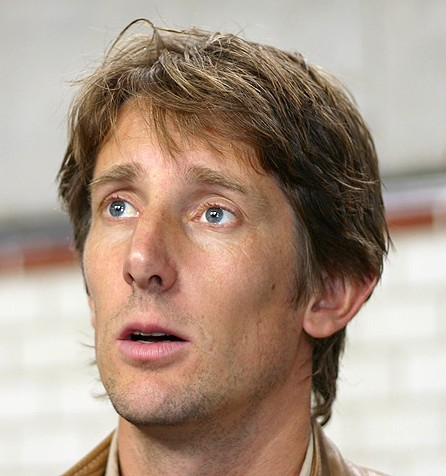
Edwin van der Sar (doelman)
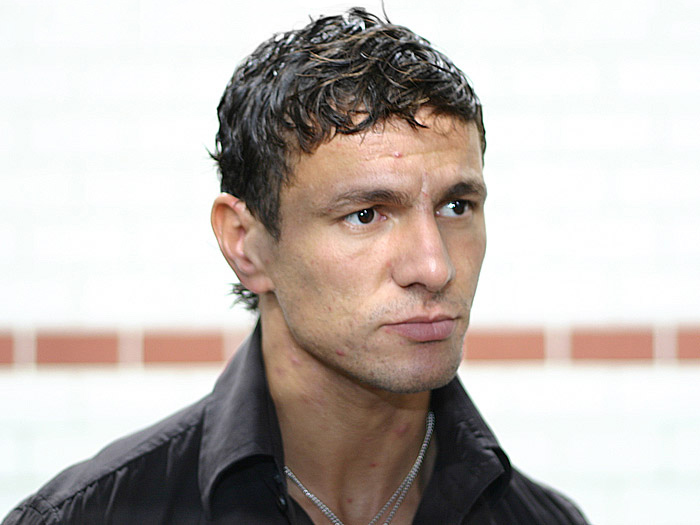
Khalid Boulahrouz (verdediger)
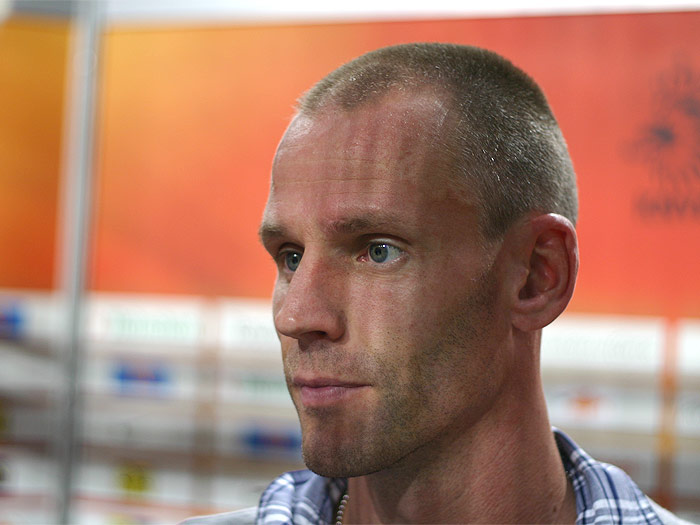
André Ooijer (verdediger)
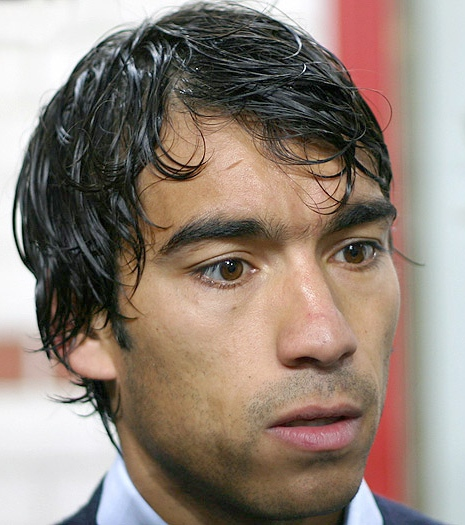
Giovanni van Bronckhorst (verdediger)
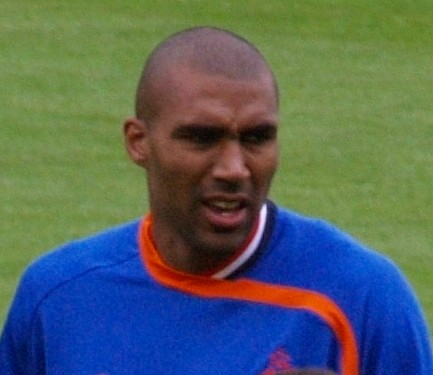
Orlando Engelaar (middenvelder)
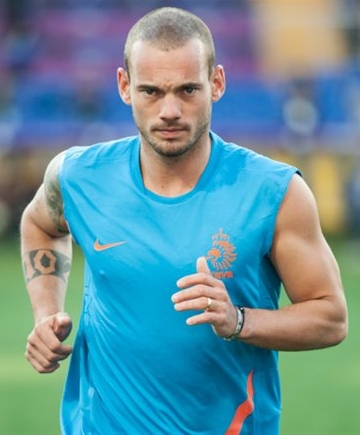
Wesley Sneijder (middenvelder)
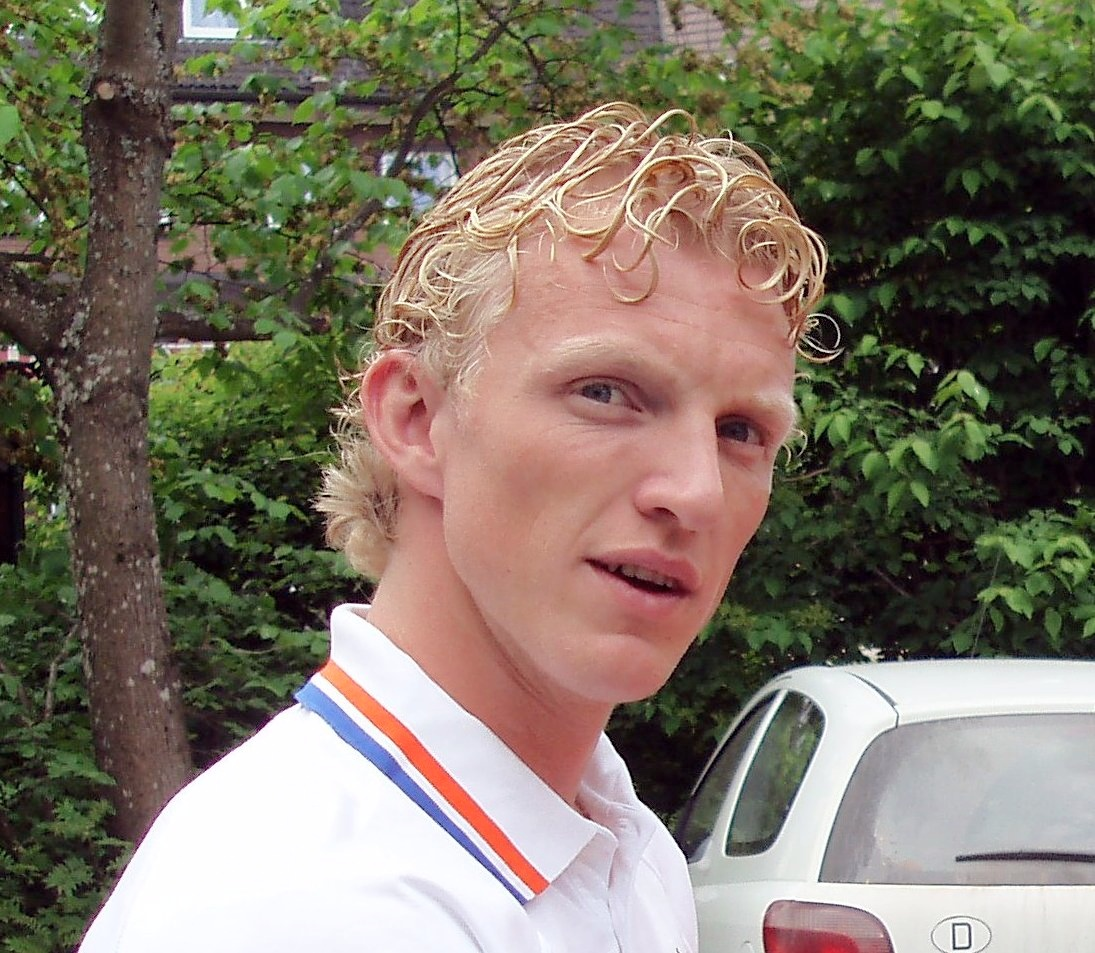
Dirk Kuijt (aanvaller)
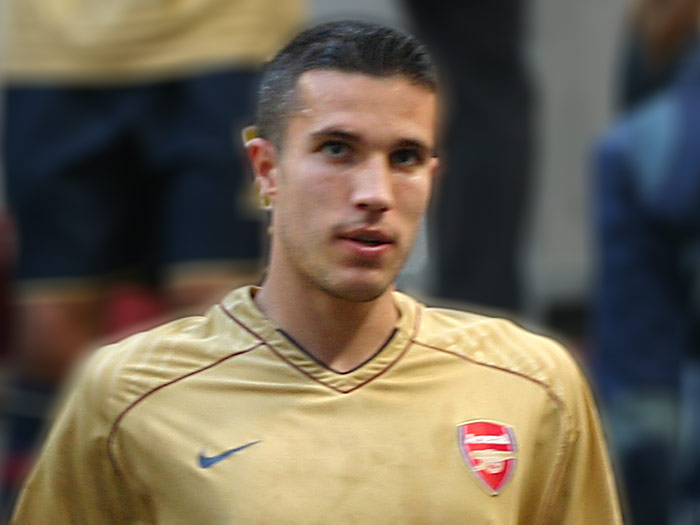
Robin van Persie (aanvaller)
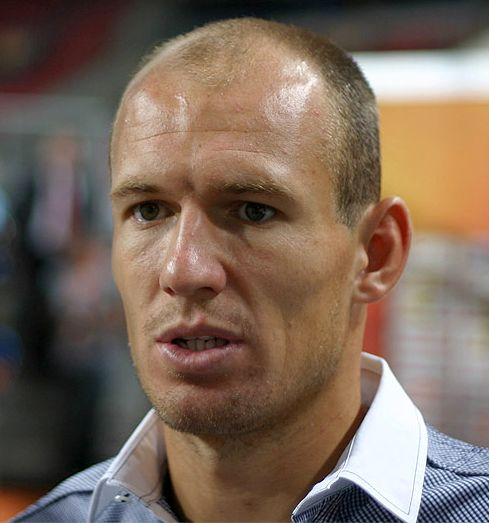
Arjen Robben (aanvaller)
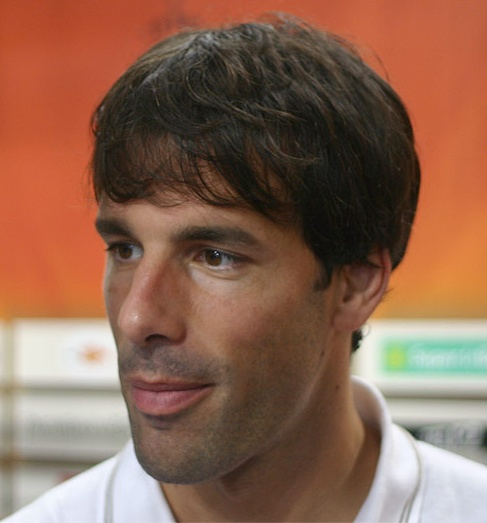
Ruud van Nistelrooij (aanvaller)

Groep A:  Zwitserland ·  Tsjechië ·  Portugal ·  Turkije
Groep B:  Oostenrijk ·  Kroatië ·  Duitsland ·  Polen
Groep C:  Roemenië ·  Frankrijk ·  Nederland ·  Italië
Groep D:  Spanje ·  Rusland ·  Griekenland ·  Zweden
 Frankrijk 1960 · 
 Spanje 1964 · 
 Italië 1968 · 
 België 1972 · 
 Joegoslavië 1976 · 
 Italië 1980 · 
 Frankrijk 1984 · 
 West-Duitsland 1988 · 
 Zweden 1992 · 
 Engeland 1996 · 
 Nederland & België 2000 · 
 Portugal 2004 · 
 Zwitserland & Oostenrijk 2008 · 
 Polen & Oekraïne 2012 · 
 Frankrijk 2016 · 
Europa 2020 · 
 Duitsland 2024
KNVB ·
A-internationals ·
Bondscoaches (m) ·
Topscorers ·
Nederlands vrouwenelftal ·
Bondscoaches (v) ·
Nederland B ·
Olympisch elftal ·
Jong Oranje ·
Nederland –20 ·
Nederland –19 ·
Nederland –18 ·
Nederland –17 ·
Nederland –16 ·
Nederland –15 ·
Nederlands amateurelftal ·
Nederlands zaterdagelftal ·
Jong OranjeLeeuwinnen ·
Vrouwen –20 ·
Vrouwen –19 ·
Vrouwen –18 ·
Vrouwen –17 ·
Vrouwen –16 ·
Vrouwen –15 ·
Militair mannenelftal ·
Militair vrouwenelftal ·
Strandteam ·
Vrouwen Strandteam ·
Futsalteam ·
Vrouwen Futsalteam

EK-wedstrijden ·
WK-wedstrijden ·
Resultaten kwalificaties en eindronden ·
Nederland B-wedstrijden ·
Officieuze wedstrijden ·
EK-wedstrijden vrouwen ·
WK-wedstrijden vrouwen ·
Resultaten vrouwen kwalificaties en eindronden
1905 – 1919 ·
1920 – 1929 ·
1930 – 1939 ·
1940 – 1949 ·
1950 – 1959 ·
1960 – 1969 ·
1970 – 1979 ·
1980 – 1989 ·
1990 – 1999 ·
2000 – 2009 ·
2010 – 2019 ·
2020 – 2029
2015 ·
2016 ·
2017 ·
2018 ·
2019 ·
2020 ·
2021 · 
2022
EK's: 1976 · 
1980 · 
1988 · 
1992 · 
1996 · 
2000 · 
2004 · 
2008 · 
2012 · 
2020 · 
2024
WK's: 1934 · 
1938 · 
1974 · 
1978 · 
1990 · 
1994 · 
1998 · 
2006 · 
2010 · 
2014 · 
2022
OS: 1908 ·
1912 ·
1920 ·
1924 ·
1928 ·
1948 ·
1952 ·
2008
Albanië ·
Andorra ·
Argentinië ·
Armenië ·
Australië ·
België ·
Bosnië en Herzegovina ·
Brazilië ·
Bulgarije ·
Canada ·
Chili ·
China ·
Colombia ·
Costa Rica ·
Curaçao ·
Cyprus ·
DDR ·
Denemarken ·
Duitsland ·
Ecuador ·
Egypte ·
Engeland ·
Estland ·
Faeröer ·
Finland ·
Frankrijk ·
GOS · 
Georgië ·
Ghana ·
Gibraltar ·
Griekenland ·
Hongarije ·
Ierland ·
IJsland ·
Indonesië ·
Iran ·
Israël ·
Italië ·
Ivoorkust ·
Japan ·
Joegoslavië ·
Kameroen ·
Kazachstan ·
Kroatië ·
Letland ·
Liechtenstein ·
Luxemburg ·
Malta ·
Marokko ·
Mexico ·
Moldavië ·
Montenegro ·
Nederlandse Antillen ·
Nigeria ·
Noord-Ierland ·
Noord-Macedonië ·
Noorwegen ·
Oekraïne ·
Oostenrijk ·
Paraguay ·
Peru ·
Polen ·
Portugal ·
Qatar ·
Roemenië ·
Rusland ·
Saarland ·
San Marino ·
Saoedi-Arabië ·
Schotland ·
Senegal ·
Servië en Montenegro ·
Slovenië ·
Slowakije ·
Sovjet-Unie ·
Spanje ·
Suriname ·
Thailand ·
Tsjechië ·
Tsjecho-Slowakije ·
Tunesië ·
Turkije ·
Uruguay ·
Verenigd Koninkrijk ·
Verenigde Staten ·
Wales ·
Wit-Rusland ·
Zuid-Afrika ·
Zuid-Korea ·
Zweden ·
Zwitserland
Argentinië (1978) ·
Argentinië (2006) ·
Argentinië (2014) ·
Argentinië (2022) ·
Australië (2014) ·
Brazilië (2014) ·
Chili (2014) · 
Costa Rica (2014) ·
Denemarken (2010) ·
Denemarken (2012) ·
Duitsland (2012) · 
Ecuador (2022) · 
Frankrijk (2008) ·
Italië (2008) ·
Ivoorkust (2006) ·
Japan (2010) ·
Kameroen (2010) ·
Mexico (2014) · 
Noord-Macedonië (2021) · 
Oekraïne (2021) · 
Oostenrijk (2021) · 
Portugal (2006) ·
Portugal (2012) ·
Portugal (2019) ·
Qatar (2022) ·
Roemenië (2008) ·
Rusland (2008) ·
San Marino (2011) ·
Senegal (2022) ·
Servië en Montenegro (2006) ·
Sovjet-Unie (1988) ·
Spanje (2010) ·
Spanje (2014) ·
Tsjechië (2021) · 
Uruguay (2010) ·
Verenigde Staten (2022) · 
West-Duitsland (1974)